# Pădurea, Alba
Pădurea este un sat în comuna Meteș din județul Alba, Transilvania, România. La recensământul din 2002 avea o populație de 55 locuitori.